# Estrela binária de contacto
Em astronomia denomina-se binária de contacto a uma estrela binária cujas componentes estelares estão tão próximas que enchem seus lóbulos de Roche, chegando a tocar-se ou a fundir-se de maneira que compartilham a sua capa exterior de gás.
Um sistema binário onde ambas as componentes compartilham as capas exteriores pode chamar-se "binária de sobrecontacto" (overcontact binary em inglês). Praticamente todas as binárias de contacto são binárias eclipsantes; as binárias eclipsantes de contacto são conhecidas como estrela variável W Ursae Majoris ou variáveis W Ursae Majoris, cujo arquétipo é a estrela de mesmo nome.
Na seguinte tabela mostram-se algumas binárias de contacto ordenadas segundo a sua magnitude aparente máxima:
| Nome                | Tipo espectral da estrela principal | Período orbital (dias) | M2/M1* | Magnitude máxima | Magnitud mínima |
| ------------------- | ----------------------------------- | ---------------------- | ------ | ---------------- | --------------- |
| ε Coronae Australis | F2V                                 | 0,5914                 | 0,11   | 4,74             | 5,00            |
| 44 Boötis           | G2V                                 | 0,2678                 | 0,56   | 5,80             | 6,40            |
| V2388 Ophiuchi      | F3V                                 | 0,8023                 | 0,29   | 6,25             | 6,55            |
| S Antliae           | A7V                                 | 0,6483                 | 0,87   | 6,40             | 6,92            |
| HT Virginis         | F8V                                 | 0,4077                 | 0,81   | 7,06             | 7,48            |
| W Ursae Majoris     | G2V                                 | 0,3336                 | 0,47   | 7,75             | 8,48            |
| GR Virginis         | F8V                                 | 0,3470                 | 0,12   | 7,80             | 8,25            |
| AG Virginis         | A8V                                 | 0,6427                 | 0,31   | 8,35             | 8,93            |
| SV Centauri         | B2                                  | 1,6581                 | 0,84   | 8,71             | 9,98            |
| XY Leonis           | K2V                                 | 0,2841                 | 0,50   | 9,45             | 9,93            |
| RZ Tauri            | A8V                                 | 0,4157                 | 0,36   | 10,08            | 10,71           |
| EF Draconis         | F9V                                 | 0,4240                 | 0,16   | 10,48            | 10,82           |

* Relação fotométrica (ou espectroscópica quando não está disponível) entre as massas de ambas as  componentes: Massas iguais = 1.

## Fonte
Predefinição:Ref-artículo